# Миколаївка (Зіньківська міська громада)
Микола́ївка —  село в Україні, у Зіньківській міській громаді Полтавського району Полтавської області. Населення становить 167 осіб. До 2020 орган місцевого самоврядування — Кирило-Ганнівська сільська рада.

## Населення

### Мова
Розподіл населення за рідною мовою за даними перепису 2001 року:
| Мова       | Кількість | Відсоток |
| ---------- | --------- | -------- |
| українська | 163       | 97.6%    |
| російська  | 4         | 2.4%     |
| Усього     | 167       | 100%     |

## Географія
Село Миколаївка знаходиться на правому березі одного з витоків річки Середня Говтва, на протилежному березі - село Нова Василівка (Диканський район). Поруч проходить автомобільна дорога Т 1710 (Р42).

## Історія
12 червня 2020 року, відповідно до розпорядження Кабінету Міністрів України № 721-р «Про визначення адміністративних центрів та затвердження територій територіальних громад Полтавської області», село увійшло до складу Зіньківської міської громади.
19 липня 2020 року, в результаті адміністративно - територіальної реформи та ліквідації Зіньківського району, село увійшло до складу новоутвореного Полтавського району Полтавської області.

## Економіка
- Молочно-товарна ферма.